# Glacier du Trident
Cet article possède un paronyme, voir Glacier du Trient.
Le glacier du Trident est un glacier de France situé dans le massif du Mont-Blanc, sur la commune de Chamonix-Mont-Blanc.
Le glacier se trouve sur l'adret de l'aiguille du Chardonnet, à environ 3 000 mètres d'altitude, dans un petit cirque glaciaire au-dessus du glacier d'Argentière. Il fait partie des glaciers latéraux situés en rive droite du glacier d'Argentière avec ceux des Rouges du Dolent, du Tour-Noir, des Améthystes, du Milieu et du Chardonnet au sud-est et Adams Reilly et du Passon au nord-ouest. De l'autre côté de l'aiguille du Chardonnet où se trouve la frontière avec la Suisse sur sa face est s'étendent les glaciers de Saleinaz à l'est et du Tour au nord.